# ارنست کارلبرگ
ارنست کارلبرگ (انگلیسی: Ernst Karlberg; ۱۲ اکتبر ۱۹۰۱ – ۲۰ مارس ۱۹۸۷) بازیکن هاکی روی یخ اهل سوئد بود.